# Dop
Dop är den övergångsrit genom vilken någon upptas i den kristna kyrkans gemenskap. Ordet är besläktat med dopp, eftersom dopet ursprungligen (se nedan) normalt utfördes, och i många sammanhang fortfarande utförs, genom nedsänkning i vatten. I äldre texter används ordet "döpelse" istället för dop. Dopet är i flera kyrkosamfund ett sakrament, och nödvändigt för att en person skall kunna upptas i kristenheten. Många samfund menar att med dopet blir människan född på nytt i Jesu namn, medan andra ser dopet som en synlig bekräftelse på en persons val att vara kristen, efter en pånyttfödelse.
Det grekiska ord som används för dop i nya testamentets grundtext är βάπτισμα, baptisma, "doppande", avlett från βαπτίζω baptizo, en förstärkt synonym till βάπτω bapto, "doppa i vatten eller färg, dränka, tvätta, sänka fartyg". Enligt Vines Expository Dictionary of New Testament Words syftar det på "neddoppning, fullständig nedsänkning och uppresande". Seden med dop, som har bibliska förlagor, härrör från rituella tvagningar som också förekommer i andra religioner, och då i första hand judendomen, under nytestamentlig tid kallad βαπτισμός baptismos, "doppande, tvagning".

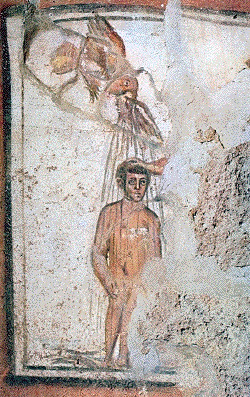
Dop inom tidig kristen konst.

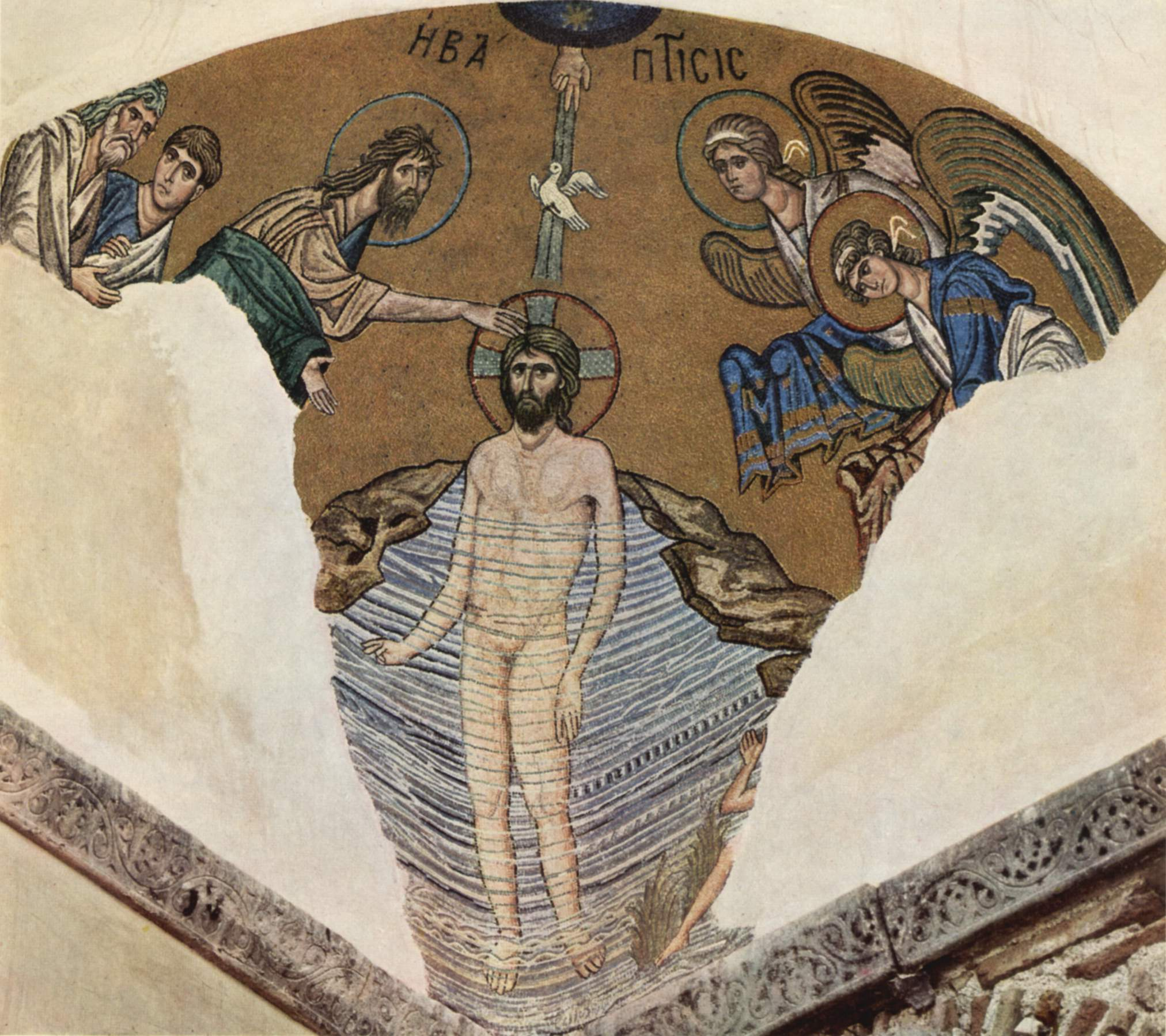
Jesu dop, bild i Daphniklostret, i Grekland.

## Dopnamn
I dagligt tal används "döpa" ofta felaktigt som synonym till att namnge något eller ge en människa ett förnamn. I verkligheten frågar prästen innan dopet föräldrarna vilket namn de givit barnet, Under dopceremonin använder sedan prästen det i frasen "Jag döper dig /namnet/ i Faderns och Sonens och den Helige Andes namn". 
Bruket med dopnamn kommer, menar Catholic Encyclopedia, av att kyrkan så småningom undanträngde hedniska namn som var givna i en annan religion till hedniska gudars ära till förmån för helgonnamn. Detta är dock en senare utveckling. De allra tidigaste kristna hade judiska, romerska och grekiska namn. De allra tidigaste kristna var judar, greker och romerska medborgare i den antika världen. Många namn med biblisk gammaltestamentisk ursprung har blivit traditionellt kristna namn, såsom Jakob, Sara, Markus, Maria, Adam, Johannes (Johan, Jan), Simon, Gabriel eller Tomas (arameiska). Det finns även ett antal romerska och grekiska namn som räknas som kristna namn, till exempel Magnus, Helena, Anders, Dorotea, Stefan, Johanna, Lars, (Laurentius) Sylvia, Viktor, Peter, (från Petrus) eller Paul från apostel Paulus. 
Detta hände för att på den tidiga kristendomens tid var det sed i de helleniserade judiska familjerna att ge sina döttrar latinska namn som Junia, Priscilla, Claudia och sina pojkar grekiska namn, som till exempel Stefanos, Nikodemos, Filippos eller Jakob. Omkring 75 % av de 517 namn funna i de sex tidigkristna judiska katakomberna i det antika Rom var grekiska namn. Namnet Olof är visserligen ett nordiskt mansnamn men också namn på den förste sveakung som döptes, Olof Skötkonung som förblev kristen och bidrog till Sveriges kristnande, och därmed räknas det som ett kristet dopnam. 
Den som konverterar till den Östortodoxa kyrkan får ett nytt dopnamn, som konvertiten förväntas använda och uteslutande ha som officiellt namn. Namnet måste härröra från ett ortodoxt helgon. Att namnge den döpta är dock bara sekundärt för dopet; det primära har med dess rituella innebörd att göra. Att gå till tillståndet i kyrkans gemenskap från utanförskap.
Den officiella namnregistreringen i Sverige utförs av folkbokföringen. Tidigare sköttes detta av det lokala pastorsämbetet. Sedan den 1 juli 1991 hanteras det av Skatteverket.

## Dopets utförande

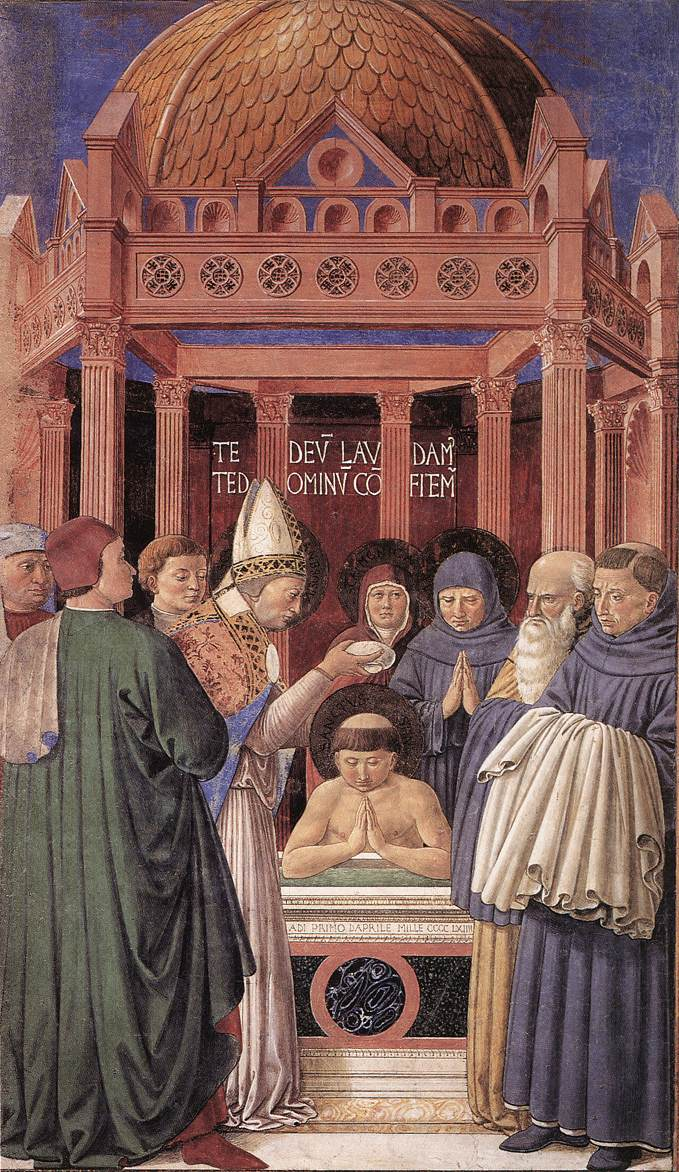
Augustinus av Hippos dop.

För att det kristna dopet skall anses giltigt, skall detta ske med vatten, vilket alla döpande samfund gör, men vattnet är ändå bara en symbol. Vattnet är i regel ett nödvändigt villkor för att dopets innehåll kan vara giltigt, men olika samfund ser olika på hur vattnet skall komma i beröring med den döpte. En del kyrkor praktiserar dop genom nedsänkning av hela kroppen (immersion eller submersion) i vattnet medan andra endast begjuter huvudet (affusion) eller bestänker den döpta. Affusion tilläts som dop redan på 100-talet och föreskrevs i Sverige 1693. Katolska, ortodoxa och orientaliska kyrkor smörjer därtill den döpta med krisma. Oljan har i Bibeln symboliserat Den Helige Ande som enligt Apostlagärningarna kommer över den döpte.
De allra flesta kristna kyrkor kräver att dopet sker i en särskild trinitarisk form: i Faderns, Sonens och Den Helige Andes namn (varav många afrikanska och ortodoxa kyrkor genom trefaldig nedsänkning) men enstaka grupper, främst antitrinitariska, döper enbart i Jesu namn. 
Svenska kyrkan erkänner i likhet med andra svenska kristna samfund inte mormonernas dop eller det antroposofiska Kristensamfundets dop som kristna dop. Jehovas vittnen är ett annat samfund där det gäller ömsesidig förkastelse av dop. Antitrinitarer kräver i regel omdop av trinitariskt döpta och ofta vice versa.
De traditionella kyrkorna döper både spädbarn och vuxna, dock endast en gång. Många yngre kristna trossamfund döper dock enbart troende på egen bekännelse (både barn i skolåldern och vuxna, se baptism och anabaptism). Inom Svenska Missionskyrkan har upprepade dop förekommit. Inom vissa vuxendöpande rörelser kan omdop (kallat "själavårdsdop") undantagsvis genomföras på en persons direkta egna önskemål, om personen lämnat tron och sedan återvänt till kyrkan, som bekräftelse av den återvunna tron, medan andra samfund förkastar sådan praxis. Vissa marginella kalvinistiska grupper hävdar att har man en gång blivit frälst och döpt, kan man aldrig falla av, oavsett hur mycket man lever i synd.
Vuxna som undervisas i kristendom i avsikt att döpas och därmed upptas i kyrkan, kallas katekumener eller dopkandidater, för vilka särskilda regler finns i en del samfund.
Tidigare var dopet oftast en del av församlingsgudstjänsten, men numera är det vanligt med särskilda dopgudstjänster. Nöddop är benämningen på ett dop som anordnas i stor hast, vanligen beroende på att dopkandidaten svävar i omedelbar livsfara. I sådana fall tillåter många samfund att lekmän i kyrkan, dvs. vem som helst som själv är döpt, döper. Detta bygger på föreställningen att endast döpta kan komma till paradiset, och förekommer i mest i Romersk-katolska kyrkan. Vissa samfund är mindre presbyterianska och tillåter även andra än ordinerade präster/pastorer utföra dop.
Dopvattnet finns under dopet i en dopfunt eller ett annat kärl eller kar; för dem som praktiserar fullständig neddoppning finns i stället särskilda dopkar eller bassänger ("dopgrav"), men även ute i vattendrag. Jordanfloden är en särskilt populär plats för dop. I extrema fall har även badkar använts. Vid barndop brukar den döpta i många traditioner bära en vit dopklänning, vid vuxendop en vit dopskrud, men även vanliga kläder får förekomma. Dop förrättas i de flesta samfund av en präst eller pastor, men i den katolska kyrkan är det en uppgift som också diakonen brukar utföra. Till dopet utser ofta föräldrar faddrar (gudfäder) till barnet.

## Ett sakrament

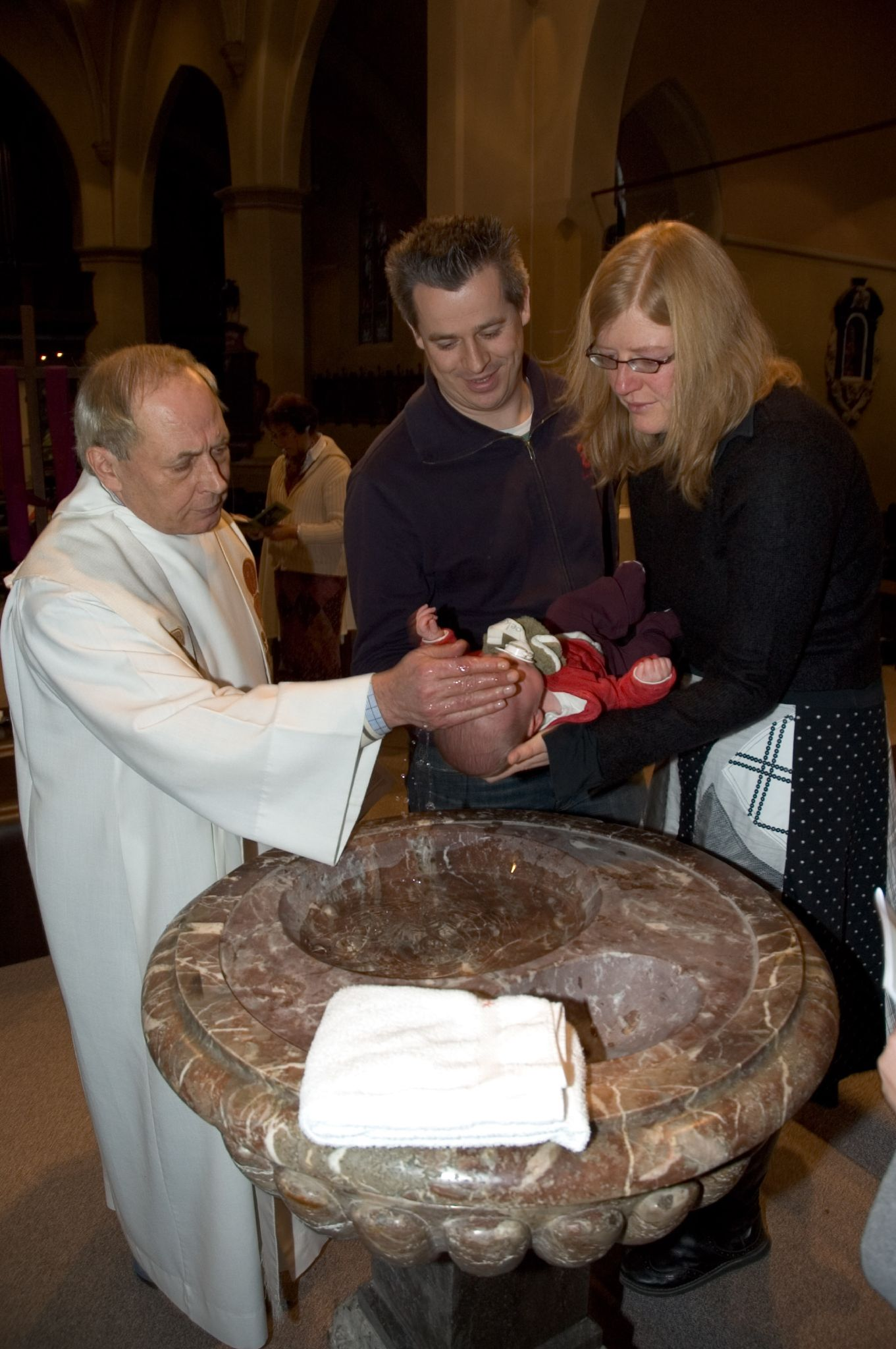
Barndop.

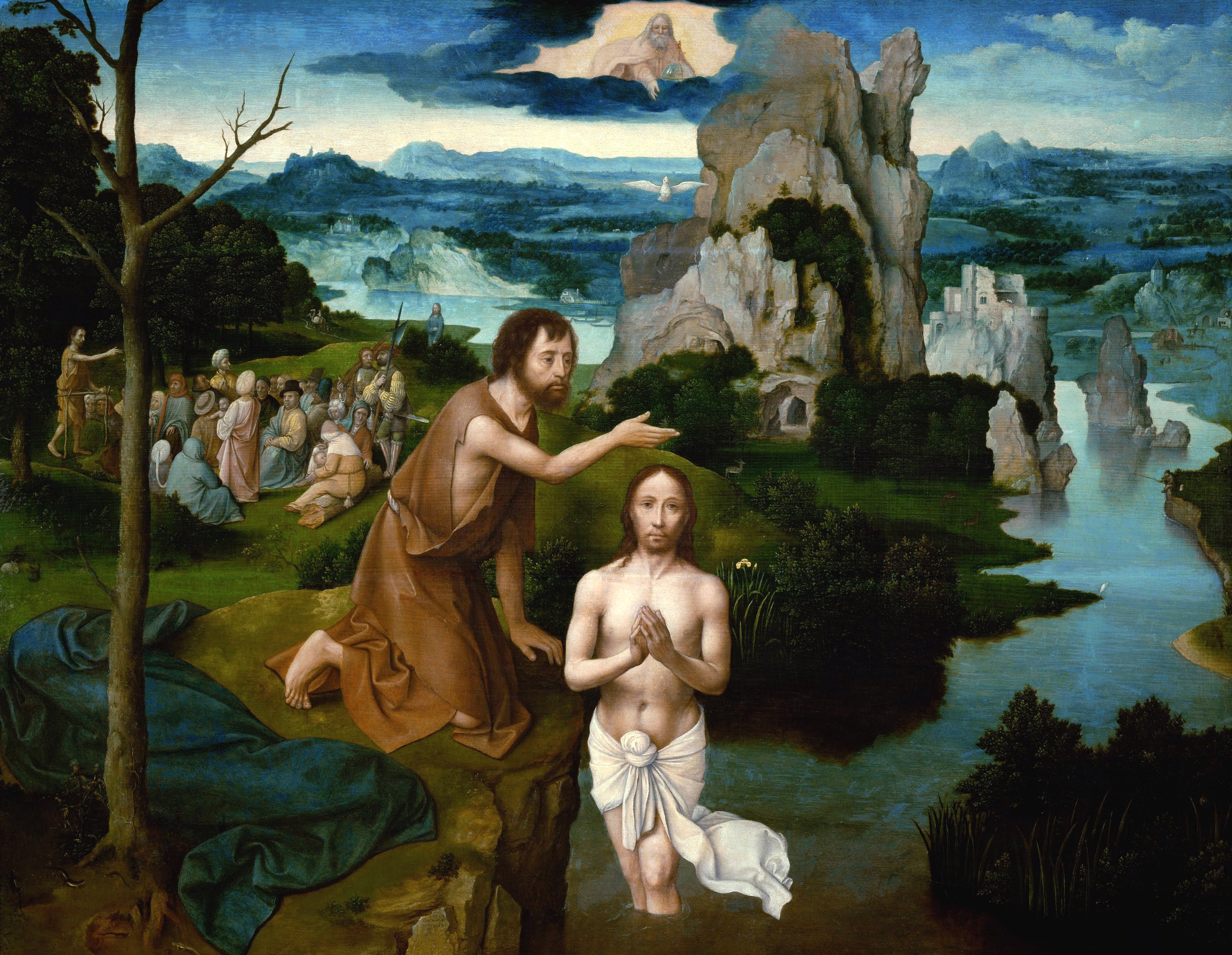
Joachim Patinirs målning "Jesu dop", av Johannes döparen.

Dopet är ett av den kristna kyrkans sakrament, instiftat av Kristus, där Gud genom jordiska medel ger människan del av det himmelska livet. Det kristna dopet har sina rötter i judiska reningsbad, praktiserade både av den etablerade judendomen och av dess sidogrenar som till exempel esséerna. Enligt Mose lag skulle en person som blivit rituellt oren, bada sig i med total neddoppning, kallat mikvah. Efter babyloniska fångenskapen blev det vanligt att proselyter till judendomen också skulle göra samma bad. Dessa reningsbad är inte begränsade till en gång, utan upprepas efter behov, till skillnad från omvändelsedopet.
Den direkta föregångaren till det kristna dopet var Johannes döparens omvändelsedop, som Jesus och flera av hans lärjungar hade genomgått. Jesu lärjungar döpte människor som kom till Jesus under hans verksamhetstid utan att detta speciellt relateras till det dop som blev normalt efter Jesu död och uppståndelse, då Nya testamentet anger att apostlarna fick missionsbefallningen.

### Dopets teologi
Grovt förenklat kan det sägas att det inom kristendomen finns två huvudfåror inom dopteologin. De romersk-katolska, ortodoxa, anglikanska och lutherska kyrkorna ser dopet som ett uttryck för Guds villkorslösa nåd, så kallad enkel predestination, och betraktar det nyfödda barnet som i ett tillstånd av synd och skuld, i behov av Guds nåd. Därför är barndop det vanligaste i dessa kyrkor, och nöddop praktiseras på spädbarn i livsfara. Nöddop kan utföras av vem som helst som är själv döpt, men ska anmälas sedan till samfundet snarast möjligt. Inom flera av dessa kyrkotraditioner bekräftas sedan barndopet med konfirmation vid ingången till vuxenlivet. Reformerta kyrkor praktiserar oftast spädbarnsdop men ser inte dopet som frälsningsgrundande. Därför praktiserar man inte heller nöddop. Dopet visar den enskildes samhörighet med Kristus och tillhörigheten till förbundet mellan Gud och människor.
De kyrkor som har en baptistisk dopsyn ser i dopet även ett moment av aktivt ställningstagande, en viljeyttring av dopkandidaten att acceptera nåden och förlåtelsen. Detta förutsätter ett tidigare liv av medveten verksynd, och utesluter dop av spädbarn som inom denna tradition betraktas som utan skuld. Därför tillämpas medvetet dop (troendedop/vuxendop) i dessa kyrkor. I de fall personen är icke-baptistiskt döpt som barn, i vissa fall även som vuxen, praktiserar dessa kyrkor omdop (men betraktar det inte själva som ett omdop). Dopet anses också vara en bekännelse av tro, och en bekräftelse av frälsningen, vilken inom denna tradition anses kräver individens medverkan (så kallad synergism).
Gemensamt för båda synsätten är att dopet anses vara en helig handling instiftad av Kristus, där Gud genom jordiska medel ger människan del av det himmelska livet och förenar den som döps med kyrkan. Det är Gud som tros handla i dopet och skänka människan sin heliga ande som gåva. Inom bland annat traditionell katolsk tradition likställs det kristna dopet med dop i Den Helige Ande, medan man bland annat i karismatisk teologi skiljer på dop i vatten och andedop.
Det kristna dopet skiljer sig från men har, som nämnts, sin bakgrund i Johannes döparens verksamhet, och sannolikt var hans rörelse en av flera judiska döparsekter, exempelvis Esseerna som kan ha låtit omdöpa sig regelbundet. Johannes dop var en bekräftelse på omvändelse inför den stundande domen som han förkunnade. Jesus döptes av Johannes, och flera av hans lärjungar hade tidigare ingått i Johannes lärjungakrets. Enligt Johannesevangeliet (Joh. 3:22) förrättade Jesu lärjungar också dop.
Sin kyrkliga funktion fick dopet dock först efter Jesu död och uppståndelse då det blev en initiationshandling som nya medlemmar av den kristna rörelsen genomgick. Viktig för dopteologin blev Paulus utsaga om dopet som en symbolisk och sakramental död och uppståndelse tillsammans med Kristus (Rom. 6:3-5). Att dö bort från ett gammalt väsende för att uppstå i ett nytt liv i gemenskap med Gud, renad och befriad från den "gamla människans last".
Från omkring år 200 finns mer precisa uppgifter bevarade om hur dopet utfördes. Vanligen var biskopen ordinarie dopförrättare; en rest av detta finns alltjämt i romersk-katolska kyrkans konfirmation. Dopet inleddes inom den östliga delen av kyrkan med att den (vanligen vuxne) dopkandidaten fick avsvärja sig djävulen (abrenuntiation) och bekänna sin tro, varefter han smordes med olja. Så följde själva dophandlingen, varvid dopkandidaten vanligen steg ned i vatten och östes av dopförrättaren. Dopet avslutades med att biskopen smorde den nydöpte med krisma. Detta har givit grundmodellen för alla senare dop.
När barndop blev det allmänna, var det i stället faddrarna som fick besvara dopfrågorna. Den nuvarande seden att ösa barnets huvud vid dopet är relativt sen; ännu under medeltiden sattes barnets huvud ned i dopfunten och östes där med vatten. I äldre kyrkor finns dopfunter liknande sådana i Grekisk-ortodoxa kyrkan där hela barnet doppas i vattnet. I ett kallt klimat var detta emellertid förenat med risker för barnets hälsa, och bruket föll bort.
Under de kristologiska striderna debatterades dopfrågor hetsigt, vad gäller till exempel huruvida kättare skulle omdöpas efter att de återtogs till Kyrkan, ex. bland novatianerna. Debatterna har utmynnat i att flera samfund betraktar varandras dop som giltiga, även om de inte ingår i kyrklig gemenskap.
Eftersom de bibliska texterna (missionsbefallningen) talar om tro, dop och undervisning, har barndopet kopplats med konfirmationen som bekräftelse på att kravet på tro och undervisningen är uppfyllt.

### Troendedop

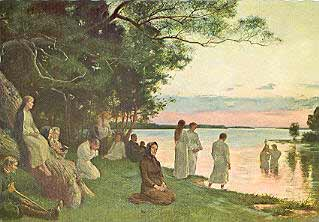
"Baptisterna", målning av Gustaf Cederström (1886).

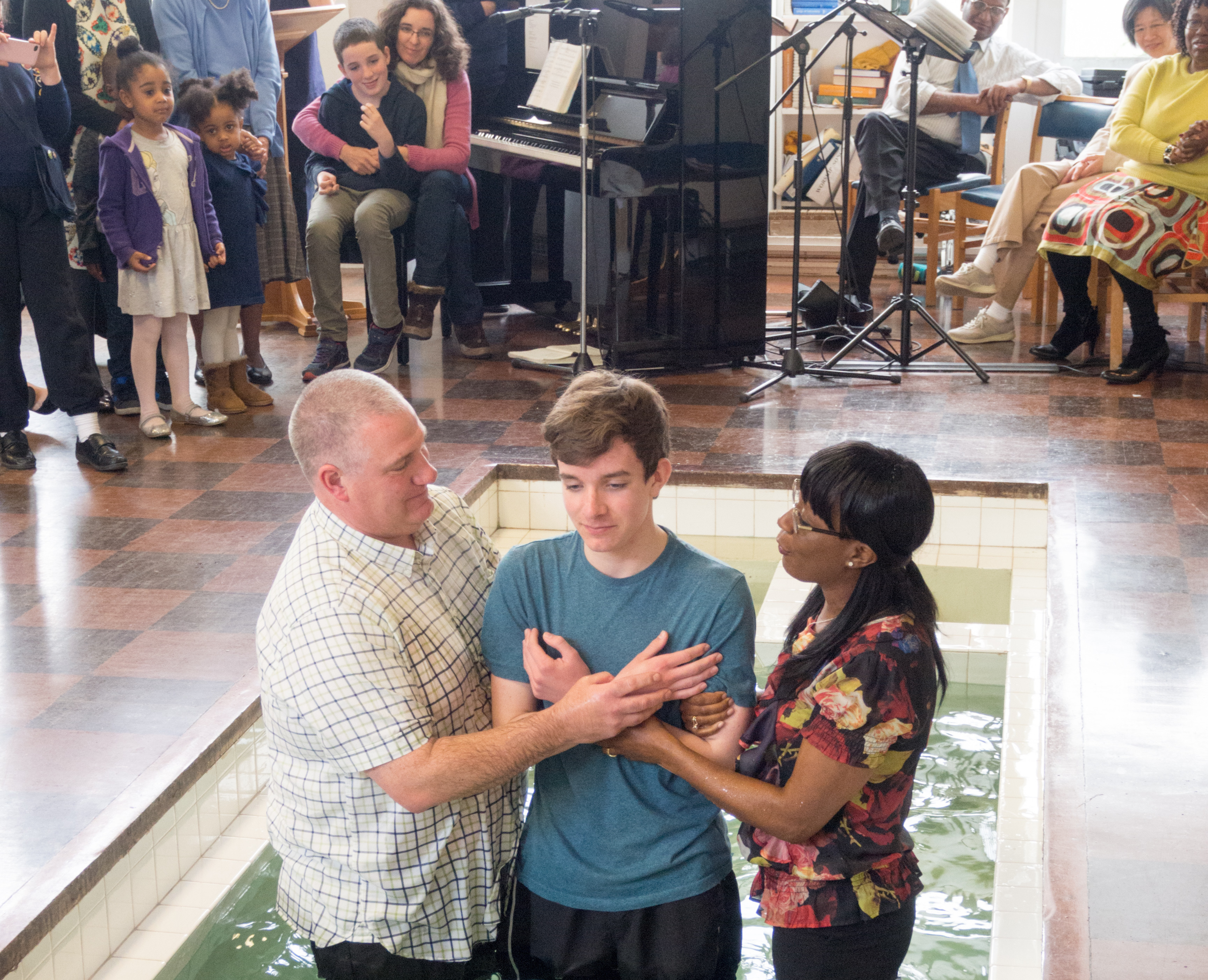
Vuxendop i dopkar

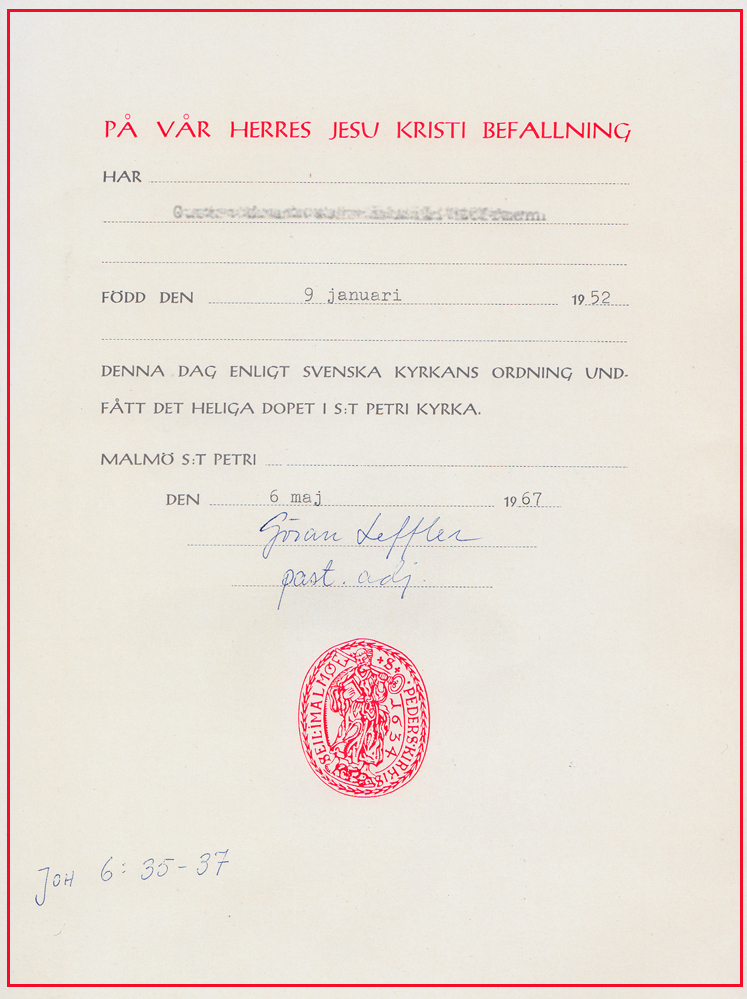
Dopbevis från S:t Petri kyrkan i Malmö 1967.

Troendedop, omvändelsedop eller baptistiskt dop är i kristendom ett dop av någon som valt i vuxen ålder att bekänna sig till kristendomen på dennes egen begäran. Inom ett antal frikyrkliga rörelser med rötter i den baptistiska eller anabaptistiska traditionen praktiseras endast troendedop, däribland baptister, evangelikala och pingströrelsen Evangeliska Frikyrkan, Svenska Baptistsamfundet, Trosrörelsen, Adventistsamfundet och mennoniterna. Även Bibeltroende grupperingar utanför ekumeniken, såsom Jehovas Vittnen och mormonkyrkan tillämpar liknande dop. Eftersom de döpta brukar vara vuxna, så kallas handlingen ofta för vuxendop. Dopkandidaten ska vara kapabel att fatta beslut som har bäring även i framtiden, alltså kan inte alltför unga barn döpas. Dopet har jämförts med ett bröllop med Kristus, och det bör man alltså göra av egen fri vilja. 
Dopet förrättas vanligen av en ordinerad pastor, inte sällan med en medhjälpare som kan ge stöd om dopkandidaten är storväxt. Det kan i vissa samfund även vara annan person som är betrodd. Vanligen står döparen och dopkandidaten tillsammans i vattnet till midjan. Det kan förekomma att dopkandidaten får säga några ord innan, ett vittnesbörd om att denne tror på Jesus är vanligt inom pingströrelsen. Därefter kan dopförrättaren uttala någonting i stil med "på din bekännelse om tro på Jesus Kristus och i enlighet med Guds befallning, döper jag dig i Faderns, Sonens och den Helige Andes namn" och kanske be en kort välsignelsebön, praxis beror på person och samfund. Sedan doppas dopkandidaten bakåt i vattnet och lyfts upp. Det finns även rörelser gör tre doppningar. I många kyrkor sjunger församlingen en sångvers mellan varje dop, exempelvis från sången "Jag har beslutat att följa Jesus". Dopgudstjänst ses som en speciell församlingshögtid men kan ibland ske även ganska spontant i samband med någon aktivitet, gärna utomhus. Även enskilt dop kan anordnas för dem som har skäl till det.
Anhängare av troendedop menar att den första kristna kyrkan, såsom den beskrivs i Nya testamentet, inte förrättade barndop, utan att tron alltid kom före dopet. Det finns inga Bibeltexter som nämner annat än vuxendop, men enstaka skriftställen ger utrymme för tolkning att barn kunde blivit döpta samtidigt med andra. Bibliska uppmaningar till dop gäller emellertid troende.
Inom pingstkyrkor förekommer traditionen att efter dopet, när de döpta bytt om, ha särskild förbön för uppfyllelse av den Helige Ande, (jämför krisma), med hänvisning till Apostlagärningarna 2, där de troende som blev döpta lovades bli döpta med Helig Ande (andedop). Även Jesus blev fylld med Anden i samband med sitt dop, enligt evangelierna. I vissa pingstkyrkor förväntar man sig även att de döpta ska tala i tungor. Inom den extrema oneness-rörelsen (som inte har gemenskap med pingströrelsen i Sverige) förkunnas det ofta att bara de som blivit döpta i Jesu namn och talat i tungor som bevis på andedop, är frälsta.
I kyrkor utan barndop är det vanligt med en barnvälsignelse, en högtidlig ceremoni lik barndopet, där pastor, föräldrarna, och andra medverkar. Under senare år har en motsvarighet till konfirmationsundervisningen populariserats i kyrkor med vuxendop, både med döpta och odöpta deltagare. Inom pingströrelsen i Sverige har det varit brukligt att bara de som är döpta medlemmar deltar i nattvarden och har rösträtt på administrativa församlingsmöten, men detta har börjat luckras upp.

### Dopet i Svenska kyrkan

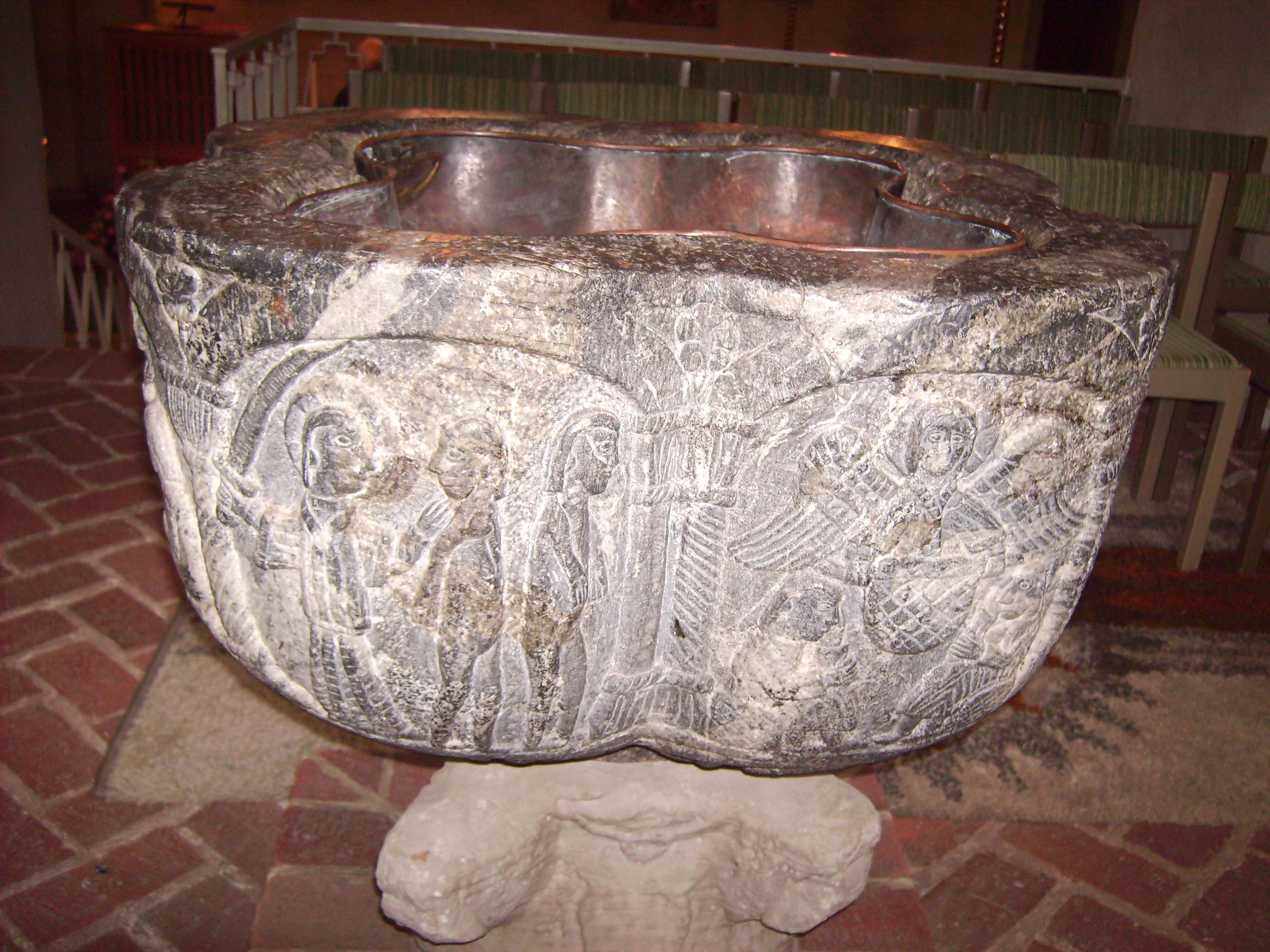
Dopfunt i Östra Eneby kyrka i Norrköping

Dopet är ett av Svenska kyrkans två sakrament. År 2021 döptes 35,2 procent av alla födda barn i Sverige enligt Svenska kyrkans ordning. Svenska kyrkan erbjuder också vuxna som ännu inte är döpta undervisning om kyrkans tro, bekännelse och lära som förberedelse för dop. 
Ett barn får döpas när dess vårdnadshavare begär att barnet ska döpas till kyrkans tro. Det innebär att om barnet har två vårdnadshavare måste de vara överens. En vuxen får döpas när han eller hon begär att bli döpt till kyrkans tro. Den som är tonåring eller vuxen får som förberedelse för sitt dop undervisning i Svenska kyrkans tro, bekännelse och lära. Dopet kan ske genom begjutning med eller nedsänkning i vatten, beroende på resurser i lokal, eftersom många av Svenska kyrkans gudstjänstlokaler saknar dopgrav.
Den som är döpt får inte döpas igen. Svenska kyrkan erkänner varje dop som har skett i Faderns och Sonens och den Helige Andes namn genom begjutning med eller nedsänkning i vatten.
Det finns ingen åldersgräns för dop. I Sverige är det vanligast att man inom Svenska kyrkan döps som spädbarn. En del föräldrar vill att barnet ska döpas så tidigt som möjligt och andra väntar tills barnet är några månader. Dopet av spädbarnet är ett uttryck för dopets gränslöshet - det ses av kyrkan som en gåva från Gud till barnet som ges utan krav. Sedan är konfirmationen en bekräftelse på att kyrkans undervisning mottagits och att man säger ja till den tro man är döpt in i. Tidigare var konfirmationen en förutsättning för att kunna delta i nattvarden. Numera är alla som är döpta välkomna att delta i nattvarden.

## Doppresent
Doppresent kallas en present man ger till ett nydöpt barn. En av de vanligaste gåvorna att ge till barnet är en sked i silver eller nysilver, andra typiska doppresenter kan vara en psalmbok, en barnens bibel, en sagobok, ett smycke, en tennmugg eller en sparbössa.  

## Dop i folktron
Inom folktron ansågs det långt in på 1900-talet som brådskande att få barnet döpt eftersom ett odöpt barn inte var skyddat mot onda makter. En vanlig rädsla var att något övernaturligt väsen skulle byta ut det odöpta barnet mot sitt eget vanskapta barn. Bakgrunden till tron på bortbytingar var svåra kroppsliga och mentala funktionshinder och vanställande barnsjukdomar som rakitis, vilka man inte kunde ge en rationell förklaring till. Som skydd mot det onda kunde vassa föremål hängas i kors över ingången till stugan, eller en psalmbok eller bibel läggas under huvudkudden. Det fanns även en uppfattning att om barnet dog odöpt hade arvsynden inte blivit avtvådd, och barnet kunde sålunda inte komma till himmelen.